# Sönke Sönksen
Sönke Sönksen (Meldorf, 1938. március 2. – 2024. november 15.) olimpiai ezüstérmes, Európa-bajnok német lovas, díjugrató.

## Pályafutása
Az 1975-ös müncheni Európa-bajnokságon csapatban arany-, egyéniben bronzérmes lett. Az 1976-os montréali olimpián ezüstérmet szerzett a csapatversenyben. 
1975-ben második helyezett, 1978-ban bajnok lett a nyugatnémet bajnokságban.
Visszavonulása után a német válogatott edzői stábjának a tagja volt.

## Sikerei, díjai
- Olimpiai játékok – díjugratás
  - ezüstérmes: 1976, Montréal (csapat)
- Európa-bajnokság – díjugratás
  - aranyérmes: 1975 (csapat)
  - bronzérmes: 1975 (egyéni)
- Nyugatnémet bajnokság – díjugratás (férfiak)
  - bajnok: 1978
  - 2.: 1975